# Teslić
Teslić (v srbské cyrilici Теслић) je město v Bosně a Hercegovině. Administrativně spadá do Republiky srbské. V roce 2013 měl dle sčítání lidu 7 518 obyvatel. Městem protéká řeka Usora.
Město má význam především z hlediska vnitrostátní turistiky, neboť se v jeho blízkosti nacházejí lázně Banja Vrućica, které jsou jedny z největších na území Bosny.

## Historie
Župa Usora, kde se město nachází, byla od 7. století do příchodu nadvlády Časlava Klonimiroviće součástí středověkého srbského státu.[zdroj?]. Po příchodu vlády bána Kulina na přelomu 12. a 13. století se i zde rozšířilo bogomilství. Po něm jsou dochovány náhrobní kameny (stećky), které se v okolí města nachází. Samotné centrum města v současné podobě vzniklo nedlouho po příchodu rakousko-uherské správy v závěru 19. století. Do té doby se zde nenacházelo rozsáhlejší osídlení; oblast měla místní název Tabor-polje. Některé vesnice, které jsou dnes součástí opštiny Teslić, mají delší historii než samo město. Rakousko-uherská správa zde vybudovala centrum pro úředníky, dělníky, kteří pracovali v blízké pile a kteří pomáhali budovat rozsáhlou síť úzkorozchodných železnic v Bosně.